# La mà freda
La mà freda és una comèdia tràgica en tres actes i en vers, original de Francesc d'Assís Ubach i Vinyeta, estrenada per primera vegada pel Teatre Català instal·lat al teatre Romea de Barcelona, la nit del 7 de març de 1878.

## Repartiment de l'estrena
- Tuies: Mercè Abella.[1]
- Socors: Rosa Cazurro.
- Llorenç: Lleó Fontova.
- Vingut: Hermenegild Goula.
- Simó: Iscle Soler.
- Gilet: Frederic Fuentes.
- Fèlix: Joaquim Pinós.
- Ton: Ramon Valls.
- Joan: Jacint Sarriera.
- Ramon: Emili Casas.
- Homes i dones del poble.